# كونال نايار
كونال نايار (بالإنجليزية: Kunal Nayyar)‏ هو ممثل بريطاني هندي ولد في يوم 30 أبريل 1981 في لندن، أشتهر بأدائه لدور راج كوثرابالي في مسلسل نظرية الانفجار العظيم، حسب تصنيف مجلة فوربس يعتبر ثالث أكثر الممثلين حصول على الدخل، حيث وصل دخله في المسلسل إلى 20 مليون دولار أمريكي، في سنة 2011 تزوج من ملكة جمال الهند نيها كابور ويعيش معها في لوس أنجلوس.

## وصلات خارجية
- كونال نايار على موقع IMDb (الإنجليزية)
- كونال نايار على موقع روتن توميتوز (الإنجليزية)
- كونال نايار على موقع ألو سيني (الفرنسية)
- كونال نايار على موقع ميوزك برينز (الإنجليزية)
- كونال نايار على موقع تيرنر كلاسيك موفيز (الإنجليزية)
- كونال نايار على موقع أول موفي (الإنجليزية)
- كونال نايار على موقع إن إن دي بي (الإنجليزية)
- كونال نايار على موقع ديسكوغز (الإنجليزية)
- كونال نايار على موقع قاعدة بيانات الفيلم (الإنجليزية)
- كونال نايار على موقع كينوبويسك (الروسية)

- كونال نايار على قاعدة بيانات الأفلام على الإنترنت